# Szrenickie Mokradła
Szrenickie Mokradła (niem. Schlesisch Börnel) – podmokły teren w głównym grzbiecie Karkonoszy, na zachód od Szrenicy i Mokrej Przełęczy, na północnym stoku Sokolnika, powyżej Mokrej Drogi. Położony jest na wysokości 1300 – 1380 m n.p.m.
Szrenickie Mokradła są obszarem źródliskowym Szrenickiego Potoku. Na obszarze mokradła znajdują się stanowiska ciemiężycy zielonej, lepiężnika białego, tojadu mocnego i modrzyka górskiego. Obszar porośnięty jest kosodrzewiną, a w jego najwyższe partie pokryte są gołoborzami.

## Szlaki turystyczne
Przez Szrenickie Mokradła przebiega Ścieżka nad Reglami – szlak zielony  z Hali Szrenickiej na Przełęcz Karkonoską. Południową granicą Mokradeł przebiega znakowana czerwono  Droga Przyjaźni Polsko-Czeskiej ze Szklarskiej Poręby na Przełęcz Karkonoską.